# NGC 2650
NGC 2650 é uma galáxia espiral barrada (SBb) localizada na direcção da constelação de Ursa Major. Possui uma declinação de +70° 17' 58" e uma ascensão recta de 8 horas, 49 minutos e 58,3 segundos.
A galáxia NGC 2650 foi descoberta em 30 de Setembro de 1802 por William Herschel.